# Le Ferré
Le Ferré település Franciaországban, Ille-et-Vilaine megyében. Lakosainak száma 727 fő (2022. január 1.). Le Ferré Poilley, Saint-Georges-de-Reintembault, Montjoie-Saint-Martin, Saint-James és Les Portes du Coglais községekkel határos.

## Népesség
A település népességének változása:
| Lakosok száma | 788  | 663  | 619  | 565  | 708  | 689  | 687  | 710  | 722  | 727  |
|               | 1968 | 1982 | 1990 | 2006 | 2013 | 2015 | 2017 | 2019 | 2020 | 2022 |